# Werauhia
Die Pflanzengattung Werauhia gehört zur Familie der Bromeliengewächse (Bromeliaceae), zu der auch die Ananas gehört. Die etwa 90 Arten sind in der Neotropis weit verbreitet.

## Beschreibung und Ökologie

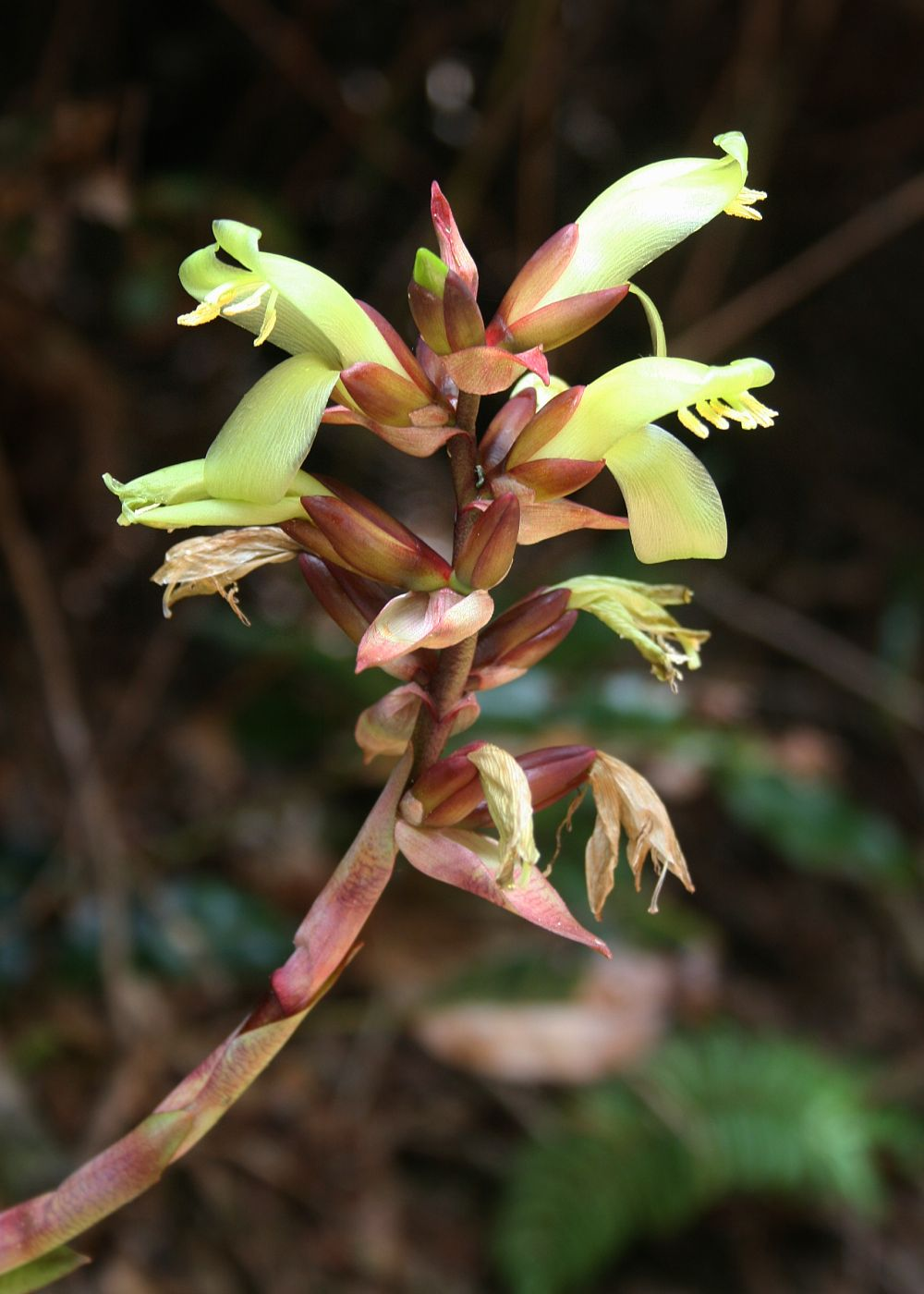
Blütenstand mit offenen Blüten von Werauhia williamsii

Werauhia-Arten sind immergrüne, ausdauernde, krautige Pflanzen und sind meist Epiphyten oder Lithophyten, sie wachsen also auf Bäumen oder an Felsen. Meist sind es Trichterbromelien. Die Trichter („Zisternen“) zum Sammeln von Wasser und Nährstoffen entstehen dadurch, dass ihre Sprossachsen gestaucht sind und die Laubblätter dicht in Rosetten zusammen stehen und sich überdecken. Die parallelnervigen Laubblätter sind ganzrandig und meist schwertförmig. Einige Arten können sehr groß werden, mit 2 bis 4 Meter hohen Blütenständen und Trichterdurchmessern von über 1 Meter. Sie brauchen viele Jahre bis zur Bildung ihres Blütenstandes.
Die großen Hochblätter der Blütenstände sind bei vielen Arten lange haltbar. Die Blütenstände können unverzweigt oder verzweigt sein. Meist sind die  Blüten einseitswendig am Blütenstand angeordnet. Die zwittrigen Blüten sind dreizählig mit doppelter Blütenhülle. Die drei Kronblätter sind nicht verwachsen mit zwei Schüppchen (Ligulae) als Anhängsel und meist cremefarben bis gelb oft mit grünen Spitzen. Drei Fruchtblätter sind zu einem halbunterständigen Fruchtknoten verwachsen. Sie blühen meist nachts und die Bestäubung erfolgt meist durch Fledertiere (Chiropterophilie).
Es werden Kapselfrüchte gebildet. Die Samen haben einen „Fallschirm“ ähnlich wie bei der Pusteblume.

## Systematik und Verbreitung
Die Gattung Werauhia gehört zur Tribus Vrieseeae W.Till & Barfuss in der Unterfamilie Tillandsioideae innerhalb der Familie der Bromeliaceae. Die Systematik der Unterfamilie Tillandsioideae ist wegen der Abgrenzungsproblematik der Gattungen und phylogenetischer Untersuchungen, nach denen die ursprüngliche Gattung Vriesea in drei Gattungen (Vriesea, Alcantarea und Werauhia) aufgeteilt wurde, steten Veränderungen unterworfen. Diese Arten waren in der Gattung Vriesea eingegliedert, 1995 stellte Jason R. Grant in The resurrection of Alcantarea and Werauhia, a new genus. in Trop. Subtrop. Pflanzenwelt, Band 91, S. 28 die neue Gattung Werauhia auf. Der Gattungsname Werauhia ehrt den deutschen Botaniker Werner Rauh (1913 bis 2000). Typusart ist Werauhia gladioliflora (H.Wendl.) J.R.Grant. (Basionym: Tillandsia gladioliflora H.Wendl.).
Das weite neotropische Verbreitungsgebiet der Gattung Werauhia erstreckt sich vom südlichen Mexiko über Zentralamerika und die Karibischen Inseln bis nach Peru und ins nordöstliche Brasilien. Das Zentrum der Artenvielfalt befindet sich in den Gebirgen Costa Ricas und Panamas.
| Es gibt etwa 90 Arten in der Gattung Werauhia (Stand Ende 2014): |
| - Werauhia acuminata (Mez & Wercklé) J.R.Grant: Sie kommt in Costa Rica vor. - Werauhia ampla (L.B.Sm.) J.R.Grant: Sie gedeiht terrestrisch und epiphytisch in Höhenlagen von 1650 bis 1830 Metern in Costa Rica nur in Cartago. - Werauhia anitana J.F.Morales: Sie wurde 2005 erstbeschrieben. Sie gedeiht im Wolken- und Nebelwald oder in windigen summontanen Wäldern und gestörter angrenzender Vegetation in Höhenlagen von 1350 bis 1500 Metern in Costa Rica nur in San Jose. - Werauhia apiculata (L.B.Sm.) J.R.Grant (Syn.: Werauhia dodsonii (L.B.Sm.) J.R.Grant): Sie kommt in Costa Rica vor. - Werauhia attenuata (L.B.Sm. & Pittendrigh) J.R.Grant: Sie gedeiht terrestrisch und epiphytisch in Höhenlagen von 700 bis 1600 Metern in Costa Rica und Panama. Sie kommt in der Zone der submontanen Regenwälder vor und reicht vielleicht bis in den submontanen basalen Gürtel der tropischen Feuchtwälder. - Werauhia balanophora (Mez) J.R.Grant: Sie gedeiht epiphytisch oder selten terrestrisch in Höhenlagen von 1500 bis 1900 Metern in Costa Rica. Sie kommt in der Zone der submontanen Regenwälder vor und reicht vielleicht etwas bis in die tiefer gelegenen feuchten Bergwälder. - Werauhia barii (J.F.Morales) J.F.Morales: Sie gedeiht epiphytisch oder selten terrestrisch in Höhenlagen von 1700 bis 2100 Metern in Costa Rica. Sie wurde nur in der Cordillera de Talamanca an abgeholzten in Weiden umgewandelten Standorten bis zum oberen Kronendach von Primärwäldern gefunden. - Werauhia bicolor (L.B.Sm.) J.R.Grant: Sie gedeiht epiphytisch im Nebelwald in Höhenlagen von etwa 1500 Metern in Costa Rica in San Jose sowie Cartago. - Werauhia boliviana H.Luther: Sie wurde 1999 aus dem bolivianischen La Paz erstbeschrieben. Sie gedeiht epiphytisch in Höhenlagen von etwa 950 Metern. - Werauhia bracteosa (Mez & Wercklé) J.R.Grant: Sie gedeiht epiphytisch in tiefergelegenen Bergwäldern und submontanen Regenwäldern in Höhenlagen von 1500 bis 1900 Metern in Costa Rica. - Werauhia broadwayi (L.B.Sm.) J.R.Grant: Sie gedeiht epiphytisch in Wäldern in Höhenlagen von 420 bis 900 Metern auf den Inseln Trinidad und Tobago. - Werauhia brunei (Mez & Wercklé) J.R.Grant: Sie gedeiht epiphytisch in Wäldern in Höhenlagen von etwa 1800 Metern in Costa Rica in San Jose sowie Alajuela. - Werauhia burgeri (L.B.Sm.) J.R.Grant: Sie gedeiht epiphytisch in bewaldetem Gebiet in Höhenlagen von 1200 bis 1300 Metern in Costa Rica nur in Puntarenas. - Werauhia camptoclada (Mez & Wercklé) J.F.Morales: Sie kommt in Costa Rica nur in San Jose vor. - Werauhia capitata (Mez & Wercklé) J.R.Grant: Sie gedeiht epiphytisch hauptsächlich in submontanen Regenwäldern in Höhenlagen von 900 bis 1400 Metern in Costa Rica und in Panama nur in Cerro Jefe. - Werauhia comata (Mez & Wercklé) J.R.Grant: Sie gedeiht epiphytisch oder terrestrisch in submontanen Regenwäldern in Höhenlagen von 700 bis 1500 Metern in Costa Rica. - Werauhia cowellii (Mez & N.L.Britton) J.R.Grant Sie gedeiht epiphytisch in Nebelwäldern auf den Kleinen Antillen und in Venezuela. - Werauhia dalstroemii H.Luther: Sie wurde 2002 aus der ecuadorianischen Provinz Pastaza erstbeschrieben. Dieser Endemit gedeiht epiphytisch entlang des Rio Puyo nördlich von Puyo in Höhenlagen von etwa 1100 Metern. - Werauhia diantha (H.Luther) J.R.Grant: Dieser gedeiht nur im südlichen Teil des Cerro Golondrinas in Höhenlagen von etwa 1700 Metern in der ecuadorianischen Provinz Carchi. - Werauhia dressleri (Rauh) J.R.Grant: Sie gedeiht in Höhenlagen von etwa 800 Metern in Panama. - Werauhia fibrosa (L.B.Sm.) Kessous & A.F.Costa (Syn.: Vriesea fibrosa L.B.Sm.): Diese Neukombination erfolgte 2023. Sie kommt nur im venezolanischen Bundesstaat Amazonas vor. - Werauhia gibba (L.B.Sm.) J.R.Grant: Dieser Endemit gedeiht epiphytisch in Wälden in Höhenlagen von 675 bis 750 Metern nur in Jamaika. - Werauhia gigantea (Martius ex Schultes f.) J.R.Grant: Sie gedeiht terrestrisch und epiphytisch in Regenwäldern in Höhenlagen von 15 bis 80 Metern auf der Insel Trinidad, in Venezuela, Surinam, Französisch-Guyana sowie Brasilien. - Werauhia gladioliflora (H. Wendland) J.R.Grant: Sie gedeiht terrestrisch und epiphytisch in Wäldern in Höhenlagen von 0 bis 1300 Metern. Sie ist von Mexiko über Guatemala, Belize, Nicaragua, Costa Rica bis Panama und von Kolumbien sowie Ecuador bis Brasilien, Surinam und Französisch-Guyana weitverbreitet. - Werauhia graminifolia (Mez & Wercklé) J.R.Grant: Sie gedeiht epiphytisch in Höhenlagen von 1300 bis 1500 Metern in Guatemala sowie Costa Rica. - Werauhia greenbergii (J.Utley) J.R.Grant (Syn.: Werauhia patzeltii (Rauh) J.R.Grant, Werauhia rauhii J.R.Grant): Sie gedeiht terrestrisch und epiphytisch in submontanen Regenwäldern in Höhenlagen von 800 bis 1500 Metern in Costa Rica. - Werauhia guadelupensis (Baker) J.R.Grant: Sie gedeiht lithophytisch an Felswänden und epiphytisch in Regenwäldern in Höhenlagen von 380 bis 549 Metern nur auf den Kleinen Antillen. - Werauhia haberi (J.F.Morales) J.F.Morales: Dieser Endemit gedeiht epiphytisch in sehr feuchten Wäldern in Höhenlagen von 1500 bis 1700 Metern im Valle de San Gerardo in der Cordillera de Tilaran in Guanacaste in Costa Rica. - Werauhia hainesiorum (L.B.Sm.) J.R.Grant: Sie gedeiht epiphytisch im submontanen Bergwald in Höhenlagen von 1700 bis 1900 Metern nur in der Cordillera de Talamanca in Cartago sowie San Jose in Costa Rica. - Werauhia haltonii (H.Luther) J.R.Grant: Dieser Endemit gedeiht lithophytisch oder terrestrisch in einer Höhenlage von etwa 2000 Metern nur 30 km südlich von Baeza an der Straße nach Tena in Napo in Ecuador. - Werauhia haplostachya (C.Wright ex Sauvalle) J.R.Grant: Es ist ein Endemit im östlichen Kuba. - Werauhia hygrometrica (André) J.R.Grant: Sie gedeiht terrestrisch und epiphytisch in submontanen Regenwäldern sowie in tiefergelegenen Bergregenwäldern in Höhenlagen von 700 bis 1500 Metern von Mexiko über Costa Rica bis Panama und von Kolumbien sowie Venezuela bis Ecuador. - Werauhia insignis (Mez) W.Till, Barfuss & R.Samuel: Seit 2013 gibt es zwei Varietäten: - Werauhia insignis var. brevifolia H.Luther ex J.R.Grant: Sie wurde 2013 aus Panama erstbeschrieben. Sie gedeiht in einer Höhenlage von etwa 1130 Metern nur in Chiriqui. - Werauhia insignis (Mez) W.Till, Barfuss & R.Samuel var. insignis: Sie gedeiht terrestrisch und epiphytisch Regenwäldern in Höhenlagen von 900 bis 2700 Metern in Costa Rica und Panama. - Werauhia jenii S.Pierce: Sie wurde 2001 aus der Provinz Panamá in Panama erstbeschrieben. - Werauhia kathyae (J.Utley) J.R.Grant: Sie gedeiht terrestrisch und epiphytisch in submontanen Regenwäldern in Höhenlagen von 1400 bis 1900 Metern in Costa Rica in Cartago sowie San Jose. - Werauhia kupperiana (Suessenguth) J.R.Grant: Sie kommt in Costa Rica sowie Kolumbien vor. - Werauhia latissima (Mez & Wercklé) J.R.Grant: Sie gedeiht epiphytisch in submontanen Regenwäldern in Höhenlagen von 900 bis 1500 Metern in Costa Rica. - Werauhia laxa (Mez & Wercklé) J.R.Grant: Sie gedeiht terrestrisch und epiphytisch in submontanen Regenwäldern in Höhenlagen von 900 bis 1500 Metern in Costa Rica sowie Panama. - Werauhia leucophylla (L.B.Sm.) J.R.Grant: Sie gedeiht epiphytisch oder selten terrestrisch in submontanen Regenwäldern in Höhenlagen von 900 bis 1500 Metern in Costa Rica in der Cordillera Central sowie in der Cordillera de Talamanca und im nordwestlichen Panama. - Werauhia luctuosa J.F.Morales: Sie wurde 2009 aus Honduras erstbeschrieben. Sie gedeiht in feuchten Wäldern in Höhenlagen von 900 bis 1000 Metern nur in Santa Barbara. - Werauhia luis-gomezii (J.Utley) J.R.Grant: Sie gedeiht epiphytisch in submontanen Regenwäldern in Höhenlagen von 2000 bis 2100 Metern in Costa Rica. - Werauhia lutheri S.Pierce & J.E.Aranda: Sie wurde 2009 aus Panama erstbeschrieben. Sie gedeiht epiphytisch Provinzen Panamá, Veraguas sowie Chiriquí. - Werauhia lyman-smithii (J.Utley) J.R.Grant: Sie gedeiht epiphytisch in submontanen Regenwäldern in Höhenlagen von 1500 bis 2100 Metern in der Cordillera Central de Costa Rica und den nördlichen Hängen der Cordillera de Talamancain in Costa Rica in Heredia sowie San Jose. - Werauhia macrantha (Mez & Wercklé) J.R.Grant: Sie stammt aus Costa Rica, aber es gibt keine Fundortangaben. - Werauhia macrochlamys (Mez & Wercklé) J.F.Morales: Sie stammt aus Costa Rica. - Werauhia marnier-lapostollei (L.B.Sm.) J.R.Grant: Sie gedeiht epiphytisch in Wäldern in Höhenlagen von etwa 1100 Metern in Costa Rica. - Werauhia millennia J.R.Grant: Sie wurde 2000 aus Panama erstbeschrieben. Sie gedeiht in submontanen Regenwäldern in Höhenlagen von etwa 700 Metern am östlichen Ende der Cordillera Central nur in der Provinz Coclé. - Werauhia moralesii H.Luther (Syn.: Werauhia clandestina J.E Morales): Sie wurde 2003 aus Costa Rica erstbeschrieben. Dieser Endemit gedeiht terrestrisch, lithophytisch und epiphytisch in Höhenlagen von 800 bis 1000 Metern nur im Reserva Forestal de San Ramón an den „Atlantischen Hängen“ der Cordillera de Tilaran in Alajuela in Costa Rica. - Werauhia nephrolepis (L.B.Sm. & Pittendrigh) J.R.Grant (Syn.: Werauhia montana (L.B.Sm.) J.F.Morales & Cerén): Sie gedeiht epiphytisch oder selten terrestrisch in submontanen bis montanen Regenwäldern und tiefergelegenen Bergwäldern in Höhenlagen von 1500 bis 2800 Metern in Costa Rica, Panama sowie El Salvador. - Werauhia noctiflorens T.Krömer, Espejo, López-Ferrari & Acebey: Sie wurde 2007 erstbeschrieben.: Sie gedeiht epiphytisch in Höhenlagen von etwa 1200 Metern von den mexikanischen Bundesstaaten Vera Cruz sowie Chiapas bis Belize. - Werauhia nocturna (Matuda) Grant: Sie wurde reaktiviert und soll kein Synonym von Werauhia hygrometrica (André) J.R.Grant sein. Sie gedeiht terrestrisch in Mexiko. - Werauhia notata (L.B.Sm. & Pittendrigh) J.R.Grant: Sie gedeiht epiphytisch oder terrestrisch in submontanen bis tiefergelegenen montanen Regenwäldern in Höhenlagen von 900 bis 2000 Metern in Costa Rica. - Werauhia ochracea (Rauh & E.Gross) J.R.Grant: Dieser Endemit gedeiht in Höhenlagen von etwa 1800 Metern nur in der peruanischen Region Pasco. - Werauhia oenophylla Cascante & J.F.Morales: Sie wurde 2023 aus Heredia in Costa Rica erstbeschrieben. - Werauhia orjuelae (L.B.Sm.) J.R.Grant: Dieser Endemit gedeiht an der Meeresküste in Höhenlagen von etwa 3 Metern nur im kolumbianischen Valle. - Werauhia ororiensis (Mez) J.R.Grant: Sie gedeiht epiphytisch oder selten terrestrisch in der Cordillera Central und Cordillera de Talamanca in Costa Rica und in der Region Chiriqui in Panama. - Werauhia osaensis (J.F.Morales) J.F.Morales: Sie kommt in Costa Rica vor. - Werauhia panamaensis (E.Gross & Rauh) J.R.Grant: Sie kommt in Panama vor. - Werauhia paniculata (Mez & Wercklé) J.R.Grant: Sie kommt in Costa Rica vor. - Werauhia paupera (Mez & Sodiro) J.R.Grant: Sie kommt in Ecuador vor. - Werauhia pectinata (L.B.Sm.) J.R.Grant (Syn.: Werauhia chiapensis (Matuda) J.R.Grant) - Werauhia pedicellata (Mez & Wercklé) J.R.Grant: Sie kommt im mexikanischen Bundesstaat Chiapas und in Guatemala in Alta Verapaz vor. - Werauhia picta (Mez & Wercklé) J.R.Grant: Sie kommt in Costa Rica und Panama vor. - Werauhia pittieri (Mez) J.R.Grant: Sie kommt in Guatemala und Costa Rica vor. - Werauhia proctorii Cedeño-Maldonado: Sie kommt in Puerto Rico in Cayey, Jayuya, Naguabo sowie Rio Grande vor. - Werauhia pycnantha (L.B.Sm.) J.R.Grant (Syn.: Werauhia ovandensis (Matuda) J.R.Grant): Sie kommt in Guatemala nur in Quezaltenango vor. - Werauhia ringens (Griseb.) J.R.Grant: Sie ist in Costa Rica, Panama, Kolumbien und auf karibischen Inseln verbreitet. - Werauhia rubra (Mez & Wercklé) J.R.Grant: Sie kommt in Costa Rica und Panama vor. - Werauhia rugosa (Mez & Wercklé) J.R.Grant: Sie kommt in Costa Rica vor. - Werauhia sanguinolenta (Linden ex Cogniaux & Marchal) J.R.Grant: Sie ist in Costa Rica, Panama, Kolumbien, Ecuador und auf Kuba, Jamaika sowie in der Dominikanischen Republik verbreitet. - Werauhia swartzii (Baker) Kessous & A.F.Costa (Syn.: Tillandsia swartzii Baker, Tillandsia paniculata Sw. ex Baker, Vriesea swartzii (Baker) Mez): Diese Neukombination erfolgte 2023. Sie gedeiht in Höhenlagen von 370 bis 762 Metern nur in Jamaika. - Werauhia singuliflora (Mez & Wercklé) J.R.Grant: Sie kommt in Costa Rica vor. - Werauhia sintenisii (Baker) J.R.Grant: Sie kommt auf den Großen Antillen vor. - Werauhia stenophylla (Mez & Wercklé) J.R.Grant: Sie kommt in Costa Rica vor. - Werauhia subsecunda (Wittmack) J.R.Grant: Sie kommt in Costa Rica und Panama vor. - Werauhia tarmaensis (Rauh) J.R.Grant: Sie kommt nur im peruanischen Junin vor. - Werauhia tiquirensis (J.F.Morales) J.F.Morales: Sie kommt in Costa Rica vor. - Werauhia tonduziana (L.B.Sm.) J.R.Grant: Sie kommt in Costa Rica vor. - Werauhia umbrosa (L.B.Sm.) J.R.Grant: Sie kommt in Costa Rica und Panama vor. - Werauhia urbaniana (Mez) J.R.Grant: Sie kommt auf den Kleinen Antillen vor. - Werauhia uxoris (Utley) J.R.Grant: Sie kommt in Costa Rica vor. - Werauhia van-hyningii (L.B.Sm.) J.R.Grant: Sie kommt im mexikanischen Bundesstaat Oaxaca vor. - Werauhia verrucosa (L.B.Sm.) J.R.Grant: Sie kommt in Kolumbien nur in Narino vor. - Werauhia vietoris (J.Utley) J.R.Grant: Sie kommt in Costa Rica vor. - Werauhia viridiflora (Regel) J.R.Grant (Syn.: Werauhia nutans (L.B.Sm.) J.R.Grant): Sie gedeiht epiphytisch in Wäldern in Höhenlagen von 600 bis 1100 Metern in Belize, Costa Rica, Kolumbien, Venezuela, Guyana und Ecuador. - Werauhia viridis (Mez & Wercklé) J.R.Grant: Sie kommt in Costa Rica vor. - Werauhia vittata (Mez & Wercklé) J.R.Grant: Sie kommt in Belize, Costa Rica und Ecuador vor. - Werauhia vulcanicola (J.F.Morales) J.F.Morales: Sie kommt in Costa Rica vor. - Werauhia werckleana (Mez) J.R.Grant (Syn.: Werauhia breedloveana (L.B.Smith) J.R.Grant, Werauhia cornuscervi (Rohweder) J.R.Grant): Sie ist von Mexiko über Guatemala, Honduras und El Salvador bis Costa Rica verbreitet. - Werauhia williamsii (L.B.Sm.) J.R.Grant: Sie kommt in Costa Rica vor. - Werauhia woodsoniana (L.B.Sm.) J.R.Grant: Sie kommt in Panama vor. |